# Championnat du Nicaragua de baseball
Le Championnat du Nicaragua de baseball (Liga Nicaragüense de Béisbol Profesional - LNBP) est la principale compétition de baseball au Nicaragua. Elle met actuellement aux prises quatre formations de novembre à fin janvier. La série finale se dispute au meilleur des sept matchs. Les tenants du titre sont les Leones de León.

## Histoire
Le championnat de baseball professionnel fut créé en 1956 mais cessa ses activités à l'issue de la saison 1966-1967. Le championnat professionnel fut rétabli en 2004. À noter qu'en 1961-1962, une formation panaméenne fut sacrée championne. Pour des raisons financières, l'édition 1960-1961 n'a pas eu lieu.
Avant 1956 et entre 1967 et 2004, le championnat national amateur de plus haut niveau était la Primera Division. Avec six titres professionnels et seize titres amateurs, les Indios del Bóer sont le club le plus titré.
Le 23 janvier 2010, les Leones de León remportent le titre en s'imposant quatre victoires à une face aux Orientales de Granada.
Le 28 janvier 2011, Les Indios del Bóer remportent le titre en écartant en finale les Tigres de Chinandega.

## Équipes actuelles
| Équipe               | Ville      | Stade                          | Capacité |
| -------------------- | ---------- | ------------------------------ | -------- |
| Gigantes de Rivas    | Rivas      | Estadio Yamil Ríos Ugarte      | 6 000    |
| Indios del Bóer      | Managua    | Stade national Dennis Martínez | 30 100   |
| Leones de León       | León       | Estadio Héroes y Mártires      | 8 000    |
| Tigres de Chinandega | Chinandega | Estadio Efraín Tijerino        | 8 000    |

## Palmarès professionnel

### Première version
| Année   |                    | Champion |
| ------- | ------------------ | -------- |
| 1957-58 | Leones de León     |          |
| 1958-59 | Oriental           |          |
| 1959-60 | Leones de León     |          |
| 1960-61 | pas de championnat |          |
| 1961-62 | Marlboro (Panamá)  |          |
| 1962-63 | Indios del Bóer    |          |
| 1963-64 | 5 Estrellas        |          |
| 1964-65 | Indios del Bóer    |          |
| 1965-66 | Indios del Bóer    |          |
| 1966-67 | 5 Estrellas        |          |

### Deuxième version
| Année   |                                              | Champion |
| ------- | -------------------------------------------- | -------- |
| 2004-05 | Leones de León                               |          |
| 2005-06 | Tigres de Chinandega                         |          |
| 2006-07 | Indios del Bóer                              |          |
| 2007-08 | Indios del Bóer                              |          |
| 2008-09 | saison annulée                               |          |
| 2009-10 | Leones de León                               |          |
| 2010-11 | Indios del Bóer                              |          |
| 2011-12 | Indios del Bóer                              |          |
| 2012-13 | Tigres de Chinandega                         |          |
| 2013-14 | Gigantes de Rivas                            |          |
| 2014-15 | Indios del Bóer                              |          |
| 2015-16 | Gigantes de Rivas                            |          |
| 2016-17 | Tigres de Chinandega                         |          |
| 2017-18 | Tigres de Chinandega                         |          |
| 2018-19 | Leones de León                               |          |
| 2019-20 | Leones de León – Tigres de Chinandega 4–1    |          |
| 2020-21 | Gigantes de Rivas – Tigres de Chinandega 4–2 |          |
| 2021-22 | Leones de León – Gigantes de Rivas 4–3       |          |
| 2022-23 | Indios del Bóer – Gigantes de Rivas 4–2      |          |